# Новосибирский музей железнодорожной техники
Новосибирский музей железнодорожной техники им. Н. А. Акулинина расположен в Советском районе Новосибирска (Разъездная ул., 35), рядом со станцией Сеятель, находящейся на железнодорожном участке Новосибирск-Бердск, между железной дорогой и Бердским шоссе, идущим от центра Новосибирска к Академгородку. Музей, относящийся к Западно-Сибирской железной дороге, был основан в августе 2000 года. Общая протяжённость выставочных площадок составляет около трёх километров.
В музее собрана большая коллекция паровозов, тепловозов, электровозов, вагонов, в основном работавших на железных дорогах Западной Сибири. Кроме того, в коллекции музея имеются советские легковые автомобили ГАЗ, Москвич, ЗАЗ разных годов выпуска, а также несколько грузовиков, тракторов и вездеходов.

## Экспонаты музея
Паровозы
Эм725-12, Су213-42, ФД20-1588, СОм17-508, Еа-3078, 9П-2, Эр789-91, ЛВ-0040, П36-0097, Л-0013, Л-3393, Л-4009
Электровозы
ВЛ22м-1932, ВЛ23-501, ВЛ8-1232, ВЛ10-271, ВЛ60к-649, ВЛ80с-005, ВЛ40с-1066-2, ЧС2-039, ЧС3-073, ЧС4-023, IIКП2А-05 ЭП2К-001
ЧС7-003
Специальный подвижной состав
Снегоочиститель «Таран», снегоуборочная машина Гавриченко, электроснегоочиститель ЭСО-11, снегоуборочная машина СМ-2, электроснегоочиститель СДП, укладочный кран УК-2519, платформа моторная МПД, машина выправочно-подбивочно-отделочная ВПО-3000, ВПР-1200, смазочно-заправочная секция ПЗСМ, котлованокопатель ВК-3, кран на ж/д ходу ЕДК-25, ДГку-370, дрезина с прицепом ТД5, дрезина АГМС, автомотриса служебная АС1А
Тепловозы
ТЭ2-289, ТЭ3-7376, ТЭ7-096, ТЭП10-082, ТЭП60-687, ТЭП80-0001, 2ТЭ10Л-2110, 2ТЭ10М-2682, 2М62-0500, 2ТЭ116-037, ТЭМ2-1768, ТЭМ15-016, ЧМЭ3-5452, ТГМ1-2925, ТГМ4-1676, ТГМ23В48-1026, ТГК2-8626
Электропоезда
ЭР200-2, ЭР9П-86, ЭР1-02, ЭР2-673, Ср3-1239
Вагоны
Думпкар 4-осный, вагон для скота 4-осный, изотермический вагон 4-осный, цистерна 4-осная, цистерна 2-осная, полувагон 4-осный, крытый вагон 2-осный, крытый вагон 4-осный, хоппер 4-осный для зерна, хоппер 4-осный для удобрений, хоппер-дозатор ЦНИИ ДВ3м 4-осный, платформа 4-осная, платформа 2-осная, миксер 16-осный для жидкого чугуна, почтовый вагон КАЗ-905, вагоны санитарного поезда (операционная и кухня),             ,цельнометаллический вагон, 4-осный вагон, спальный вагон габарита РИЦ, вагон-салон владикавказского типа, пассажирский вагон IV класса (жесткий) сибирского типа, вагон-церковь, вагон для перевозки спецконтингента (Вагонзак), Номерной вагон (844)

## История

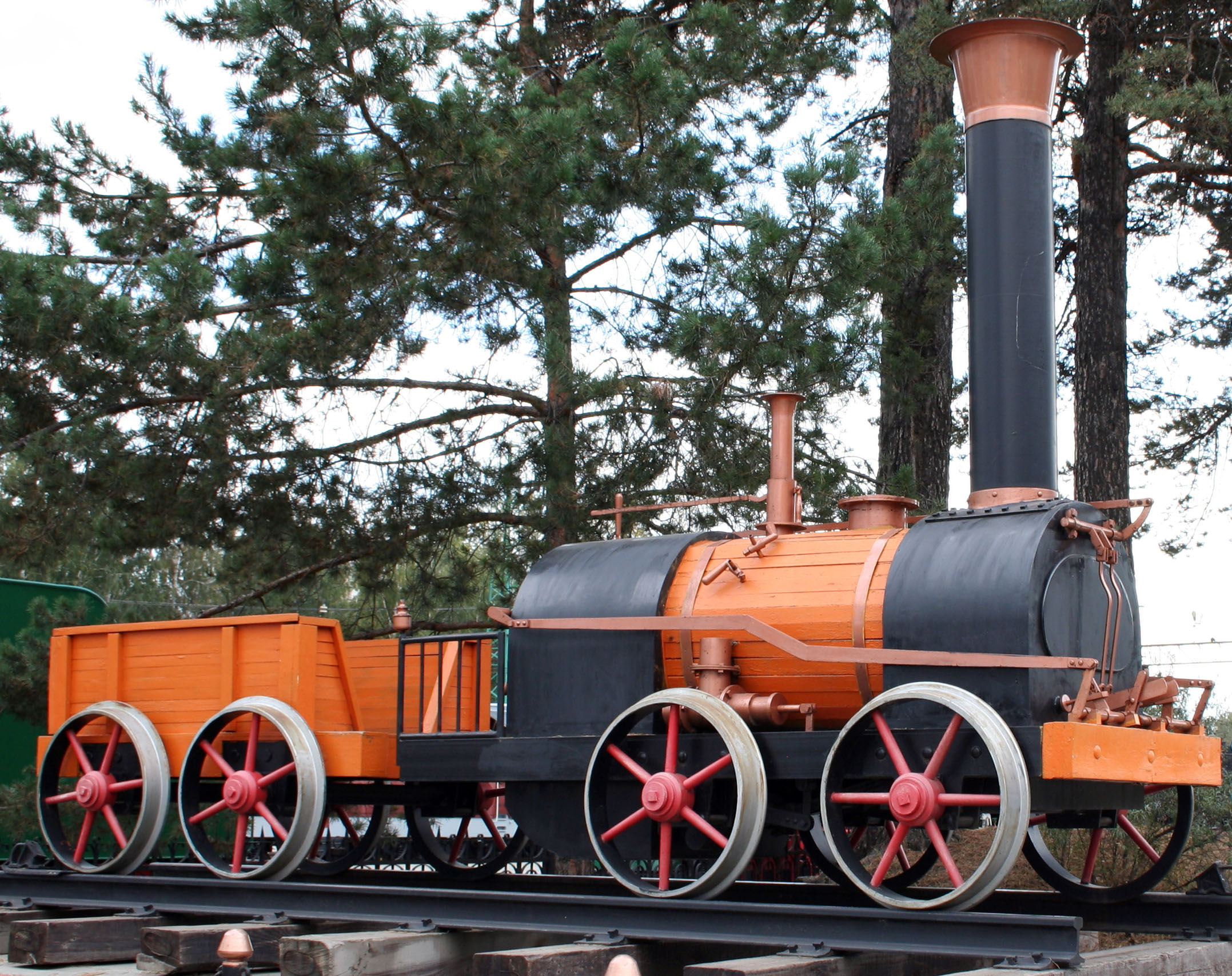
Макет «Пароходного дилижанса» Черепановых

В 1996 году в связи с тем, что на экспериментальном кольце ВНИИЖТа скопилось много железнодорожной техники, от главного управления локомотивного хозяйства поступило предложение создать музей.
В 1998 году начальником Западно-Сибирской железной дороги принято решение об открытии музея.
На это решение повлияли усилия ветеранов-работников железной дороги и Николая Архиповича Акулинина (заместителя начальника железной дороги).
С весны 1998 года было собрано 63 экспоната, и в августе 2000 года музей был открыт.